# Carlos Maximiliano Fayet
Carlos Maximiliano Fayet (Domingos Martins, 6 de junho de 1930 – 19 de março de 2007) foi um arquiteto brasileiro.

## Biografia
Graduou-se em Artes no Instituto de Belas Artes, e em Arquitetura e, posteriormente, em Urbanismo, na Faculdade de Arquitetura da Universidade Federal do Rio Grande do Sul.
Foi professor titular desta Universidade durante anos, com um período de afastamento quando teve seus direitos cassados durante a ditadura militar.
Trabalhou durante vários anos também na Prefeitura de Porto Alegre, participando de projetos significativos no âmbito urbano da cidade. Em projetos de edificações teve grande destaque com obras como o Palácio da Justiça de Porto Alegre (co-autoria com o arquiteto Luis Fernando Corona), o Auditório Araújo Viana (co-autoria com o arq. Moacyr Moojen Marques), a Refinaria Alberto Pasqualini (co-autoria com o arq. Cláudio Araújo), a Praça Itália, entre outras de uma grande lista. Durante muitos anos trabalhou em parceria com o colega Cláudio Araújo, com quem coordenou o escritório "Equipe de Arquitetos".
Sua primeira obra como arquiteto foi o Palácio da Justiça de Porto Alegre, projeto de 1952.
Em 2002 ele foi contratado pelo Tribunal para assumir o projeto e fiscalização da reforma do mesmo prédio. Em dezembro de 2005 ocorreu simbolicamente a finalização das obras, com a colocação da escultura da deusa da justiça, a Themis, na sua fachada principal - escultura prevista no projeto de 1952, mas até então não executada. A escultura também teve autoria e execução do arquiteto.
Foi duas vezes presidente da Associação Brasileira de Ensino de Arquitetura e, de 1998 a 2000, presidente Nacional do Instituto de Arquitetos do Brasil.